# Rama II (boek)
Rama II (boek) is het tweede deel van een vierdelige serie, ook wel de 'Rama-serie', geschreven door Arthur C. Clarke en Gentry Lee in 1989.

## Verhaal
Dit is het vervolg op Rendezvous with Rama, dat de ontmoeting met een buitenaards ruimteschip beschrijft. 70 jaar later verschijnt er een tweede gelijkaardig object in het zonnestelsel. Er wordt een nieuwe missie gestuurd om het mysterie van het vorige bezoek te onderzoeken. De twaalf astronauten blijken echter niet voorbereid op wat ze aantreffen in het tweede Rama-schip.

## Andere werken van de serie
- Rendezvous with Rama - 1973
- The Garden of Rama (met Gentry Lee) - 1991
- Rama Revealed (met Gentry Lee) - 1993